# Ōinomikado Tsuguo
Ōinomikado Tsuguo (大炊御門嗣雄, [[[1236]] -1311] Erro: {{japonês}}: texto da transliteração contém caractere não latino (pos 18) (ajuda)) foi um nobre do período Kamakura da história do Japão.

## Vida
Tsuguo foi o segundo filho de Nobutsugu. E foi o 8º líder do ramo Ōinomikado dos Fujiwara.

## Carreira
Tsuguo serviu durante os reinados dos Imperadores:  Kameyama (1265 a 1274), Go-Uda (1274 a 1287); Fushimi (1287 a 1298); Go-Fushimi (1298 a 1301); Go-Nijo (1301 a 1308); Hanazono (1308 a 1318); Go-Daigo (1318 a 1325).
Em 8 de novembro de 1265 Tsuguo ingressou na Corte, no governo do Imperador Kameyama, sendo designado para o Kurōdodokoro.
Em 20 de fevereiro de 1274, já no governo do Imperador Go-Uda, foi nomeado para chefiar o Konoefu (Guarda do Palácio). Em 23 de janeiro de 1276 foi nomeado Mamoru Harima (governador de província de Harima) e em 26 de maio de 1277 promovido a Tōgū Gonsuke (assistente do príncipe herdeiro).
Em 23 de agosto de 1307 na época da morte de seu irmão mais velho Yoshimune, Tsuguo foi nomeado Dainagon cargo que ocupa até setembro de de 1325 quando se torna monge budista . Vindo a falecer em novembro deste ano. Seu sobrinho Ōinomikado Fuyuji tornou-se o herdeiro do clã.
| Precedido por Ōinomikado Nobutsugu | -- 8º Líder dos Ōinomikado Fujiwara (1311 -1320) | Sucedido por Ōinomikado Fuyuji |